# Jakobsbuch

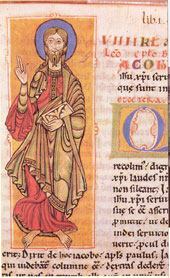
Codex Calixtinus, Folio 4r, Apostel Jakobus (um 1130/40)

Das Jakobsbuch (lateinisch Liber Sancti Jacobi, häufiger Codex Calixtinus oder Codex Calixtus genannt) ist eine Sammelhandschrift aus dem 12. Jahrhundert. Zugeschrieben wurde sie fälschlicherweise Papst Calixt II., wobei sie jedoch vermutlich vom französischen Gelehrten Aimeric Picaud zusammengestellt wurde. Sie entstand als Anregung zum Besuch des Reliquienschreins des Apostels Jakobus in Santiago de Compostela.

## Inhalt
Das Buch besteht aus fünf Teilen, die alle in einer mehr oder weniger deutlichen Verbindung zum heiligen Jakobus und der Wallfahrt zu seinem Heiligtum stehen:
- Der erste Teil enthält Texte und Gesänge für Messe und Stundengebet zu Festtagen des Jakobus. Eine Besonderheit ist unter anderem eine große Zahl an Tropen zur Messe.
- Ein zweiter Teil enthält 22 Erzählungen von Wundern, die Jakobus zugeschrieben werden. Viele davon handeln von Pilgern, die auf ihrer Reise in Not geraten waren.
- Im dritten Teil wird von der Überführung des Leichnams des Jakobus nach Spanien erzählt.
- Der vierte Teil ist eine Erzählung über die Schlachten Karls des Großen in Spanien. Als Autor ist in der Handschrift der Bischof Turpin von Reims (748–795) genannt. Diese Zuschreibung ist jedoch falsch, deswegen wird der Autor des Textes als Pseudo-Turpin bezeichnet.
- Der fünfte Teil ist ein Pilgerführer, der verschiedene Routen nach Santiago de Compostela beschreibt, vor allem die vier Hauptwege Via Turonensis, Via Lemovicensis, Via Podiensis und Via Tolosana. Ferner werden Kirchen aufgezählt, die der Pilger besuchen sollte, und es wird vor Gefahren auf dem Weg gewarnt.
- Ein Anhang enthält eine ganze Reihe von zweistimmigen Kompositionen. Überwiegend handelt es sich dabei um Stücke, die schon im ersten Teil in einer einstimmigen Fassung zu finden waren.

## Bedeutung
Von besonderem Interesse für die Geschichtswissenschaften sind der Pilgerführer sowie die Wundererzählungen, da diese einen Einblick in die Bedingungen mittelalterlicher Pilgerreisen erlauben. 
Für die Musikwissenschaft sind wiederum die mehrstimmigen Kompositionen von Bedeutung, da es sich um eine der ersten Quellen handelt, in dem mehrstimmige Stücke nicht in einem musiktheoretischen Lehrwerk, sondern in einem allem Anschein nach für die Praxis gedachten Buch vorkommen.
→ Siehe auch: Jakobsweg

## Diebstahl der Handschrift 2011
Seit dem 5. Juli 2011 wurde der Codex, der im Safe des Archivs der Kathedrale von Santiago de Compostela lagerte, vermisst und galt als verschwunden. Ein Jahr später, am 4. Juli 2012, fand man das wertvolle Buch unbeschädigt in der Garage eines Elektrikers wieder, der zuvor regelmäßig in der Kathedrale tätig gewesen, dann aber im Zuge von Sparmaßnahmen entlassen worden war und zusammen mit seiner Familie außer dem Codex offenbar noch weitere Kostbarkeiten aus der Kathedrale entwendet hatte.